# Peak Sport Products
Peak Sport Products Co., (SEHK : 1968), (En chinois : 匹克; pinyin : pǐ kè) est une entreprise chinoise de fabrication d'équipements sportifs fondée en 1989.
Peak Sport S.R.L. (Peak International) a été établie en 2000. Peak International, dont le siège est en Italie, se concentre sur la création de nouveaux produits et styles pour les consommateurs et sur la distribution de la marque Peak dans le monde entier.

L'entreprise est cotée à la Bourse de Hong Kong, et avait une capitalisation boursière aux États-Unis de 1,4 milliard de dollars en septembre 2009.

## Histoire
Le basket-ball était l'activité principale de Peak, sur laquelle l'entreprise s'est concentrée dès le début. Aujourd'hui, Peak couvre de nombreux sports tels que le football, le volleyball, le tennis, et d'autres. Peak développe son activité en Amérique, Europe, Asie et Australie. Peak possède de nombreuses usines en Asie, employant 600 salariés et plus de 6 000 ouvriers.
En 2021, Peak Sports a levé 232 millions de dollars dans le cadre d'un investissement stratégique dirigé par CR Capital Management, alors que l'entreprise prévoyait apparemment une introduction en bourse sur une place boursière nationale.